# Portosystemischer Shunt
Der Portosystemische Shunt, kurz PSS ist eine Gefäßverbindung (Shunt) zwischen dem Pfortadersystem, welches Blut von Darm, Magen und Milz sammelt und der Leber zuführt, und der Vena cava inferior (untere Hohlvene).
Therapeutisch wird er zur Senkung eines Pfortaderhochdrucks zumeist bei Leberzirrhose angelegt, um eine tödliche Ösophagusvarizenblutung zu vermeiden. Nachteilig ist, dass hiermit Blut an der Leber vorbeigeleitet und nicht entgiftet wird. So kann es zur portalen oder hepatischen Enzephalopathie kommen.
Arten, die operativ angelegt wurden: portokavale Anastomose, splenorenale Anastomose, distaler splenorenaler Shunt (Warren shunt). Heutzutage können spezialisierte Radiologen auch minimalinvasiv einen portokavalen Shunt anlegen.
Manchmal wird der Begriff portosystemischer Shunt auch benutzt, um auf die Existenz eines sich spontan ausbildenden Umgehungskreislaufes über die portokavalen Anastomosen (Ösophagusvarizen, Nabelvenen, Hämorrhoiden), der aber keineswegs zur ausreichenden Pfortaderdrucksenkung führt, hinzuweisen.

## PSS in der Tiermedizin
In der Veterinärmedizin sind bei Hund und Katze erbliche portosystemische Shunts beschrieben, wobei der Erbgang je nach Rasse verschieden sein kann. Grundsätzlich vererben sich die extrahepatischen Shunts polygen, wohingegen die intrahepatischen Shunts einfach autosomal-rezessiv sind. Extrahepatische Shunts sind vor allem bei kleinen Hunden, Terriern und British-Shorthair-Katzen beschrieben; intrahepatische Shunts vor allem bei großen Hunderassen.